# Expédition 43 (ISS)
Insigne de la mission
Équipage de l'expédition 43
Chronologie
Expédition 42  Expédition 44 
L'Expédition 43 est la 43e mission de longue-durée à la station spatiale internationale (ISS).

## Équipage
| Position           | Première Partie (mars 2015)                 | Seconde Partie (mars 2015 à juin 2015)      |                                       |
| ------------------ | ------------------------------------------- | ------------------------------------------- | ------------------------------------- |
| Commandant         | Terry Virts, NASA 2e vol spatial            | Terry Virts, NASA 2e vol spatial            |                                       |
| Ingénieur de vol 1 | Anton Chkaplerov, RSA 2e vol spatial        | Anton Chkaplerov, RSA 2e vol spatial        |                                       |
| Ingénieur de vol 2 | Samantha Cristoforetti, ESA 1er vol spatial | Samantha Cristoforetti, ESA 1er vol spatial |                                       |
| Ingénieur de vol 3 |                                             | Guennadi Padalka, RSA 5e vol spatial        |                                       |
| Ingénieur de vol 4 |                                             | Mikhaïl Kornienko, RSA 2e vol spatial       | Mikhaïl Kornienko, RSA 2e vol spatial |
| Ingénieur de vol 5 |                                             | Scott Kelly, NASA 4e vol spatial            |                                       |